# Hoplia spectabilis
Hoplia spectabilis är en skalbaggsart som beskrevs av Medvedev 1952. Hoplia spectabilis ingår i släktet Hoplia och familjen Melolonthidae. Inga underarter finns listade i Catalogue of Life.